# Pietari Inkinen
Pietari Inkinen est un chef d'orchestre et violoniste finlandais né le 29 avril 1980 à Kouvola.

## Biographie
Pietari Inkinen naît le 29 avril 1980 à Kouvola,.
Violoniste de formation, il étudie à l'Académie Sibelius d'Helsinki, en violon (diplômé en 2003) et direction d'orchestre (diplômé en 2005), avant de se perfectionner à la Hochschule für Musik de Cologne avec Zakhar Bron,.
Il commence une carrière de soliste comme violoniste et fonde un trio à son nom. Il joue un instrument Carlo Bergonzi de 1732,.
En 2008, Pietari Inkinen prend la direction de l'Orchestre symphonique de Nouvelle-Zélande et se produit depuis lors comme chef invité dans plusieurs maisons d'opéra, où il se distingue dans le répertoire wagnérien, à La Monnaie, à Palerme, à Munich et à Melbourne, notamment.
À la tête de la formation néo-zélandaise, dont il est directeur musical jusqu'en 2015, il enregistre des œuvres d'Einojuhani Rautavaara et de Jean Sibelius pour Naxos et de Wagner pour EMI Classics.
À partir de 2009, il est principal chef invité de l'Orchestre philharmonique du Japon, avant de devenir directeur musical de l'orchestre japonais en septembre 2016, pour une durée de trois ans,.
En 2015, Pietari Inkinen prend la direction du Ludwigsburger Schlossfestspiele et de l'Orchestre symphonique de Prague (FOK),.
À partir de 2017, il est directeur musical de la Deutsche Radio Philharmonie, poste qu'il quittera à l'été 2025,,.
En 2021, il est nommé directeur musical du KBS Symphony Orchestra de Séoul, pour une durée de trois ans à compter du 1er janvier 2022.